# Ariadna octospinata
Espèce
Synonymes
- Macedonia octospinata Lamb, 1911

Ariadna octospinata est une espèce d'araignées aranéomorphes de la famille des Segestriidae.

## Distribution
Cette espèce est endémique du Queensland en Australie.

## Publication originale
- Lamb, 1911 : Descriptions of some new Queensland Araneidae. Annals of The Queensland Museum, vol. 10, p. 169-174.